# Saint-Esteben
Saint-Esteben è un comune francese di 418 abitanti situato nel dipartimento dei Pirenei Atlantici nella regione della Nuova Aquitania.

## Società

### Evoluzione demografica
Abitanti censiti